# U-849
| U-849                        | U-849                                                                         | U-849                                                                         |
| ---------------------------- | ----------------------------------------------------------------------------- | ----------------------------------------------------------------------------- |
|                              |                                                                               |                                                                               |
|                              |                                                                               |                                                                               |
| U-849 під атакою Ліберейтора |                                                                               |                                                                               |
| Під прапором                 | Третій рейх                                                                   | Третій рейх                                                                   |
| Спуск на воду                | 31 жовтня 1942 року                                                           | 31 жовтня 1942 року                                                           |
| Виведений зі складу флоту    | 25 листопада 1943 року                                                        | 25 листопада 1943 року                                                        |
| Сучасний статус              | затоплений                                                                    | затоплений                                                                    |
| Проєкт                       |                                                                               |                                                                               |
| Тип ПЧ                       | Торпедний дизельний підводний човен                                           | Торпедний дизельний підводний човен                                           |
| Основні характеристики       |                                                                               |                                                                               |
| Швидкість (надводна)         | 19,2 вузла                                                                    | 19,2 вузла                                                                    |
| Швидкість (підводна)         | 6,9 вузла                                                                     | 6,9 вузла                                                                     |
| Гранична глибина занурення   | 230 м                                                                         | 230 м                                                                         |
| Екіпаж                       | 57 осіб                                                                       | 57 осіб                                                                       |
| Розміри                      |                                                                               |                                                                               |
| Довжина найбільша (по КВЛ)   | 87,6 м                                                                        | 87,6 м                                                                        |
| Ширина корпусу найб.         | 7,5 м                                                                         | 7,5 м                                                                         |
| Висота                       | 10,2 м                                                                        | 10,2 м                                                                        |
| Середня осадка (по КВЛ)      | 5,4 м                                                                         | 5,4 м                                                                         |
| Водотоннажність надводна     | 1616 т                                                                        | 1616 т                                                                        |
| Озброєння                    |                                                                               |                                                                               |
| Артилерія                    | одна палубна гармата калібру 105-мм, одна 37-мм та одна 20-мм зенітна гармата | одна палубна гармата калібру 105-мм, одна 37-мм та одна 20-мм зенітна гармата |
| Торпедно- мінне озброєння    | 4 носових і 2 кормових ТА. 24 торпеди                                         | 4 носових і 2 кормових ТА. 24 торпеди                                         |

U-849 — німецький підводний човен типу IXD2 часів Другої світової війни.
Замовлення на будівництво човна було віддане 20 січня 1941 року. Човен був закладений на верфі суднобудівної компанії «AG Weser» у Бремені 20 січня 1942 року під заводським номером 1055, спущений на воду 31 жовтня 1942 року, 11 березня 1943 року увійшов до складу 4-ї флотилії. Також за час служби перебував у складі 12-ї флотилії. Єдиним командиром човна був капітан-лейтенант Гайнц-Отто Шульце.
Човен зробив один похід, в якому не потопив і не пошкодив жодного судна.
Потоплений 25 листопада 1943 року в Південній Атлантиці західніше естуарію річки Конго (06°30′ пд. ш. 05°40′ зх. д. / 6.500° пд. ш. 5.667° зх. д.) глибинними бомбами американського бомбардувальника «Ліберейтор». Всі 63 члени екіпажу загинули.